# Journal of Pharmacology and Experimental Therapeutics
Das Journal of Pharmacology and Experimental Therapeutics, abgekürzt J. Pharm. Exp. Ther., ist eine wissenschaftliche Zeitschrift, die von der American Society for Pharmacology and Experimental Therapeutics veröffentlicht wird. Die Zeitschrift wurde 1908 von John Jacob Abel gegründet. Die erste Ausgabe erschien im Juni 1909. Die Zeitschrift erscheint monatlich.
Veröffentlichungen berücksichtigen alle Aspekte der Interaktionen von Chemikalien mit biologischen Systemen, wie z. B. kardiovaskuläre, klinische, gastrointestinale und Immunpharmakologie. Weitere Themen sind Analgetika, Arzneimittelmissbrauch, Metabolismus, Chemotherapie und Toxikologie.
Der Impact Factor lag im Jahr 2014 bei 3,972. Nach der Statistik des ISI Web of Knowledge wird das Journal mit diesem Impact Factor in der Kategorie Pharmakologie und Pharmazie an 41. Stelle von 254 Zeitschriften geführt.
Chefherausgeber ist Michael F. Jarvis.